# Ö1 International
Ö1 International es el nombre que adoptó la emisora  austriaca Radio Österreich 1 (Ö1) para sus emisiones al exterior por onda corta. Es la sustituta de Radio Austria Internacional. Ö1 International es difundida a través de:
- Onda corta para Europa, África, América, Oriente Medio, Asia y Australia.
- Satélite Astra 1H para Europa
- World Radio Network
- Audio por Internet (Streaming y Podcasting)

## Programas
Consiste mayoritariamente en repeticiones de espacios de Radio Österreich 1, una emisora austriaca de corte cultural. Por otra parte se añadieron los siguientes programas para los oyentes que viven en el extranjero:
- Noticiero de Austria: noticias y el reporte del tiempo en español. Se transmitía de lunes a viernes. Duraba cinco minutos y era conducido por Manuel Aletrino e Isabel Miró.

- Report from Austria: noticias, entrevistas y reportajes en inglés. Quince minutos de duración, de lunes a viernes.

- Report from Austria - The Week in Review: repetición de algunos reportajes emitidos en Report from Austria durante la semana. Además se leía en ese espacio las cartas e informes de recepción de los oyentes. Se transmitía los sábados y domingos.

Otros programas:
- Insight Central Europe: reportajes en inglés de quince minutos de duración sobre los países de Europa Central. Es producido con la colaboración de varias emisoras internacionales ubicadas en Europa central.

- Infos en français: noticias de Austria en francés. Dura tres minutos. La página web de Ö1 International tiene un enlace para escucharla por streaming y por podcasting.

## Cierre de programas
El 31 de diciembre de 2008 fue descontinuado Report from Austria por onda corta. No obstante se sigue escuchando, con tres minutos de duración, bajo las modalidades de Streaming y Podcasting. 
Noticiero de Austria dejó de transmitirse el 30 de septiembre de 2009. A diferencia de Report from Austria, Noticiero de Austria no se difunde en ninguna otra modalidad. La salida del aire del Noticiero de Austria significó el fin de más de cuarenta años de emisiones en español desde Viena.
Las emisiones por onda corta en alemán continúan, pero solo hasta el 31 de diciembre de 2009.